# Tempio di Artemide (Corfù)
Il tempio di Artemide è un tempio greco sito a Corfù, sull'omonima isola ionia, risalente alla prima metà del VI secolo a.C. e dedicato alla dea Artemide. È uno dei più antichi templi in stile dorico ed è un tempio octastilo, con diciassette colonne su ogni lato lungo.
Attualmente rimangono solo le sculture del frontone occidentale, in lastre a rilievo in poros (pietra tufacea), in origine molto probabilmente policromi. 10 lastre su 21 furono rinvenute tra il 1911 e il 1914 da Wiilhem Dörpfeld presso il monastero di Garitza. La ricostruzione del frontone, eseguita da Gerhart Rodenwalt, è esposta nel Museo archeologico di Corfù
La pianta del tempio, di ordine dorico è stata ricostruita del tipo pseudodiptero (periptero con le colonne della peristasi distanziate il doppio dalle pareti della cella, lasciando lo spazio per una fila intermedia che invece manca), ottastila (con otto colonne sulla fronte) e con 17 colonne sui lati lunghi. 
Lo spazio della cella, lungo e stretto, è suddiviso in navate da due file di colonne: anteriormente la cella è preceduta da un pronao con due colonne tra le ante, e sul retro presenta un opistodomo simmetrico al pronao.
Il frontone, datato intorno al 585 a.C. presenta al centro una Gorgone nello schema della corsa in ginocchio, affiancata da due pantere, e dai figli, Pegaso e Crisaore (oppure da Pegaso e Perseo), di dimensioni ridotte. mentre ai lati, sempre con figure più piccole, sono raffigurati episodi mitologici, la cui interpretazione è ancora dibattuta, forse l'uccisione di Priamo da parte di Neottolemo e Zeus che uccide un Gigante, terminanti negli angoli con figure di morti sdraiati.
Si tratta del primo passaggio dalle raffigurazioni puramente apotropaiche a quelle narrative nello spazio frontonale.
Nei pressi del Tempio di Artemide è stato costruito anche il Monastero di San Teodoro.